# IPTraf
IPTraf és un programari basat en consola que fa estadístiques de xarxa per als sistemes operatiusLinux. Recull informació de les connexions TCP, estadístiques i activitat de les interfícies; així com també les caigudes de tràfic TCP i UDP

## Característiques
A més d'un menú d'opcions a pantalla sencera, IPTraf té les següents capacitats:
- Monitor de tràfic IP que mostra informació del tràfic de la xarxa.
- Estadístiques generals de les Interfícies.
- Mòdul d'estadístiques de la LAN que troba hosts i mostra dades sobre la seva activitat.
- Monitor TCP, UDP que mostra el recompte de paquets de la xarxa per a les connexions dels ports d'aplicacions.
- Utilitza el "raw socket interface", que duu el kernel que permet ser usat per un ampli rang de "targetes de xarxa" .

## Protocols reconeguts
IPTtraf admet escoltar múltiples protocols:
- IP
- TCP
- UDP
- ICMP
- IGP
- IGMP
- IGRP
- OSPF
- ARP
- RARP

## Interfícies admeses
IPTraf admet una àmplia gamma d'interfícies de xarxa:
- Loopback local
- Totes les interfícies Ethernet suportades a GNU/Linux.
- Totes les interfícies FDDI suportades a GNU/Linux.
- ESLIP
- Asynchronous PPP
- Synchronous PPP over ISDN
- ISDN amb encapsulació Raw IP
- ISDN amb encapsulació Cisco HDLC
- Línia IP Paral·lela.

## Estructures internes de dades
Les principals estructures de dades de les que en fa ús l'aplicació es troben a les llistes doblement enllaçades, cosa que facilita el seu desplaçament. El màxim nombre d'entrades només és limitat per la memòria aleatòria disponible. Les operacions de cerca es duen a terme linealment, fet que provoca un suau però gairebé imperceptible impacte. A causa de la rapidesa amb què tendeix a créixer el monitor de tràfic de ips, usa una taula hash per fer les cerques més eficients. Les operacions de cerca es duen a terme cada cop que el programa ha de comprovar si ja és a la llista l'adreça Ethernet o ip o el protocol o el port de xarxa.
A més, té un mecanisme de doblegat d'enllaços que merament amb anotacions sobre entrades antigues que són disponibles per a tornar a usar-les. Cada cop que una connexió es reinicia o tanca completament, la informació d'entrades no s'allibera; se li afegeix una entrada a la "llista tancada". En detectar una nova connexió es comprova la llista i, si no és buida, es torna a usar la primera entrada que sigui disponible.